# Samoborsko-jaskanski partizanski odred
Samoborsko-jaskanski narodnooslobodilački partizanski odred bio je partizanska postrojba u sastavu Narodnooslobodilačke vojske i partizanskih odreda Jugoslavije tijekom Drugog svjetskog rata u Hrvatskoj.

## Borbeni put odreda
Formiran je polovinom rujna 1944. od boraca s područja Jastrebarskog i Samobora. Prilikom formiranja imao je jedan bataljun, s ukupno 201 borcem; u listopadu je formiran još jedan bataljun. Bio je u sastavu 34. divizije NOVJ-a i ratovao na području Jastrebarskog, Samobora i južno od Zagreba. Vršio je prepade na manja utvrđenja, napadao kolone iz zasjeda, osiguravao oslobođena područja, politički djelovao po selima u neposrednoj blizini Zagreba i Samobora i ostalo. Pomagao je postrojbama 34. divizije NOVJ-a u napadima na neprijateljska utvrđenja i izvodio diverzije na željezničkoj pruzi Zagreb – Karlovac, i na putevima na samoborsko-jastrebarskom području. Sudjelovao je 10. prosinca 1944. u borbama u području sela Babiće (na komunikaciji Zagreb – Jastrebarsko), kada je zarobljeno 206 neprijateljskih vojnika, a zaplijenjeno 12 minobacača, 1956 mina, 7 strojnica, 15 lakih strojnica, 213 pušaka, 10 pištolja i ostalo; 24. prosinca pri zauzimanju Domagovića i Lazine (u području Jastrebarskog) zaplijenjeno je 4 minobacača sa 707 mina, 1 top, 71 granata, 7 strojnica, 3 lake strojnice, 53 puške i ostalo; 20. prosinca pri zauzimanju Draganića (na komunikaciji Zagreb – Karlovac). Od 27. do 29. prosinca 1944. odbijao je napade Nijemaca i domobrana na području Bratine, Hasan-Brega i Donje Kupčine. Siječnja 1945. imao 373 borca. Rasformiran je 2. veljače 1945., a njegovi borci ušli su u sastav Žumberačke brigade 34. divizije NOVJ-a.